# Акашка
Акашка́ — один из главных праздников народного календаря удмуртов, посвящённый началу весеннего сева. Постоянной даты не имел, а сроки празднования устанавливал совет местных старейшин — кенеш — в зависимости от погодных условий.

## Название
Название «акашка» (у бессермян — акаяшка) происходит от древнебулгарских слов «ака» — «плуг», «сев» и «„яшка“» — «суп», «похлёбка» и, вероятно, был заимствован из чувашского языка не позднее конца XV — начала XVI века.
После принятия большинством удмуртов христианства праздник был приурочен к Пасхе и стал именоваться (в том числе и не крестившимися) быдӟым нунал (в переводе с удм. — «великий день»).